# 帝人フロンティア
帝人フロンティア株式会社（ていじんフロンティア、英称: TEIJIN FRONTIER Co., Ltd.）は、帝人系の商社である。衣料製品、繊維原料、インテリア関連製品、建設資材、樹脂製品、フィルム製品などの輸出入取引及び国内販売を主要事業とする。
2012年10月にNI帝人商事と帝人ファイバーのアパレル事業が統合し、発足した。

## 沿革
- 1952年11月1日 ‐ 帝人商事株式会社として創業。
- 1953年 ‐ 土佐堀産業株式会社と山陽興産株式会社を合併。
- 1960年 ‐ 帝人商事と竹村綿業株式会社が合併し、竹村帝商株式会社となる。
- 1964年 ‐ 商号を帝人商事株式会社に変更。
- 1982年 ‐ 帝人商事の商号を帝商興産株式会社に変更し、帝人商事株式会社（新会社）を設立する。
- 1982年 ‐ 帝商興産から営業権を譲受。
- 1990年 ‐ 帝商機械販売株式会社、岡山帝商株式会社、関西帝商テント販売株式会社、関東帝商テント販売株式会社の4つの子会社を吸収合併。
- 2001年4月 ‐ 帝人商事と日商岩井アパレル株式会社が合併し、NI帝人商事株式会社となる。
- 2012年10月 ‐ NI帝人商事と帝人ファイバー株式会社のアパレル事業が統合、帝人フロンティア株式会社が発足。

## テレビ番組
- 日経スペシャル ガイアの夜明け 地球を守るビジネス、あります（2006年5月30日、テレビ東京）[1]。- 完全循環型のリサイクルシステムを取材。

## 関連会社
- 新和合繊株式会社
- 帝京レース株式会社
- 帝商産業株式会社
- 株式会社アビア
- 株式会社帝健
- 株式会社フォークナー
- 株式会社テクセット
- 株式会社テイジンアソシアリテイル
- 帝人加工糸株式会社
- 和興株式会社
- スミノエテイジンテクノ株式会社